# Енрике Чименто
Енрике Чименто је аргентински фудбалски дефанзивац који је играо за Аргентину на светском првенству 1934. Играо је и за Баракас Централ.